# Santa Lucia a Piazza d'Armi
Santa Lucia a Piazza d'Armi (in latino: Titulus Sanctæ Luciæ ad locum vulgo "Piazza d'Armi") è un titolo cardinalizio istituito da papa Paolo VI il 5 marzo 1973 con la costituzione apostolica Quandoquidem auctis. Il titolo insiste sulla chiesa di Santa Lucia, sede parrocchiale dal 1936, la quale prende il nome dalla denominazione originaria dell'area prima che vi sorgesse il quartiere Della Vittoria.
Dal 24 novembre 2007 il titolare è il cardinale Théodore-Adrien Sarr, arcivescovo emerito di Dakar.

## Titolari
- Timothy Manning (5 marzo 1973 - 23 giugno 1989 deceduto)
  - Titolo vacante (1989 - 1991)
- Frédéric Etsou-Nzabi-Bamungwabi, C.I.C.M. (28 giugno 1991 - 6 gennaio 2007 deceduto)
- Théodore-Adrien Sarr, dal 24 novembre 2007